# Schicksal (Kurzgeschichte)
Schicksal (chinesisch 命運 / 命运, Pinyin Mìngyùn) ist eine Science-Fiction-Kurzgeschichte des chinesischen Schriftstellers Liu Cixin, zuerst veröffentlicht im Jahr 2001. Am 12. Mai 2025 erschien die Kurzgeschichte in deutscher Übersetzung von Marc Hermann in der Sammlung Der Blick von den Sternen, herausgegeben vom Heyne Verlag. Eine englische Übersetzung von Andy Dudak erschien bereits in dieser Sammlung im April 2024 herausgegeben von Bloomsbury Publishing und im Mai 2024 herausgegeben von Tor Books.

## Handlung
Der Protagonist und Emma kehren nach einer interstellaren Mission zur Erde zur Erde zurück und opfern ein Triebwerk um einen Meteoriten auf Kollisionskurs in einen Orbit um die Erde zu sprengen. Beide erkennen schließlich, dass der Krümmungsantrieb ihres Raumschiffes ein Wurmloch erschaffen und sie in die Vergangenheit geschickt hat. Obwohl beide erkennen, gerade die Auslöschung der Dinosaurier verhindert zu haben, reisen sie dennoch zurück in die Zukunft. Nach der Landung auf der Erde werden sie von Menschen begrüßt und erfahren, dass Dinosaurier immer noch existieren und die Erde beherrschen. Nachdem ihnen auch gesagt wird, dass die Dinosaurier durch den Impaktkrater von der Ablenkung wissen, wollen sie mit den Beweisen aus ihrem Raumschiff mit ihnen sprechen.

## Kritik
Paul Di Filippo schreibt im Locus Magazine, dass die Kurzgeschichte leicht aber überzeugend skizziert ist („lightly but convincingly sketched“).
Publishers Weekly schreibt in einer Rezension der ganzen Sammlung Der Blick von den Sternen, dass dessen Kurzgeschichten mehr zu den bodenständigeren von Liu Cixin gehören, aber sich trotzdem trauen, große Fragen über den Sinn des Universums zu stellen („may be more down-to-earth, but they’re unafraid to ask big questions, including 'What is the purpose of the universe?'“)
Sam Tyler schreibt auf SF Book Reviews, dass sowohl Walgesang als auch Schicksal beides lustige Alternativgeschichten („fun what-if tales“) mit dem Gefühl von Pulp sind („a more pulp feel“), welche beide spaßig und schnell sind, jedoch trotzdem gute Wissenschaft enthalten („fun, quick, but have some good science“).
Eamonn Murphy schreibt auf SF Crowsnest, dass die Kurzgeschichte zwar im Jahr 2001 veröffentlicht wurde, aber so an die 1940er erinnert, dass wohl kein westliches Science-Fiction-Magazin diese akzeptiert hätte, obwohl das durchaus ratsam sei. („This was published in 2001, and it’s so 1940s that I don’t think any editor at a pro-level Western SF magazine would have accepted it, though they should.“)